# Таррітаун (Джорджія)
Таррітаун (англ. Tarrytown) — місто (англ. town) в США, в окрузі Монтгомері штату Джорджія. Населення — 66 осіб (2020).

## Географія
Таррітаун розташований за координатами 32°19′7″ пн. ш. 82°33′39″ зх. д. / 32.31861° пн. ш. 82.56083° зх. д. (32.318604, -82.560783).  За даними Бюро перепису населення США в 2010 році місто мало площу 2,24 км², з яких 2,22 км² — суходіл та 0,02 км² — водойми.

## Демографія
Згідно з переписом 2010 року, у місті мешкало 87 осіб у 36 домогосподарствах у складі 20 родин. Густота населення становила 39 осіб/км².  Було 48 помешкань (21/км²).
Расовий склад населення:
| - 69,0 % — білих - 24,1 % — чорних або афроамериканців - 1,1 % — азіатів - 5,7 % — осіб інших рас |

До двох чи більше рас належало 0,0 %. Частка іспаномовних становила 5,7 % від усіх жителів.
За віковим діапазоном населення розподілялося таким чином: 32,2 % — особи молодші 18 років, 52,9 % — особи у віці 18—64 років, 14,9 % — особи у віці 65 років та старші. Медіана віку мешканця становила 37,2 року. На 100 осіб жіночої статі у місті припадало 81,2 чоловіків;  на 100 жінок у віці від 18 років та старших — 90,3 чоловіків також старших 18 років.
За межею бідності перебувало 23,4 % осіб, у тому числі 18,2 % дітей у віці до 18 років та 19,0 % осіб у віці 65 років та старших.
Цивільне працевлаштоване населення становило 10 осіб. Основні галузі зайнятості: освіта, охорона здоров'я та соціальна допомога — 40,0 %, транспорт — 20,0 %, виробництво — 20,0 %.